# لوسيان بريفوست
لوسيان بريفوست (بالفرنسية: Lucien-Anatole Prévost-Paradol) (و. 1829 – 1870 م) هو صحفي، ودبلوماسي، وكاتب، وكاتب مقالات فرنسي، ولد في باريس، كان عضوًا في أكاديمية اللغة الفرنسية (منذ 6 أبريل 1865)، توفي في واشنطن، عن عمر يناهز 41 عاماً، بسبب إصابة بعيار ناري.

## مناصب
تولى منصب سفير فرنسا لدى الولايات المتحدة ‏
- seat 37 of the Académie française  [لغات أخرى]‏

.

## التعليم
تعلم في مدرسة الأساتذة العليا
.

## جوائز
حصل على جوائز منها:

جائزة المنافسة العامة ‏